# Fonsecaea
Fonsecaea é um gênero de fungos da família Herpotrichiellaceae. A espécie tipo, Fonsecaea pedrosoi, é associada com a doença cromoblastomicose.

## Espécies
- F. brasiliensis[2]
- F. monophora
- F. multimorphosa[3]
- F. nubica[4]
- F. pedrosoi
- F. tomasensis[5]